# بهنام بیرانوند
بهنام بیرانوند (زاده آبان ۱۳۶۳ در خرم‌آباد) بازیکن فوتبال اهل ایران و استان لرستان است.
آقای گل لیگ آزادگان با تیم تربیت یزد، حضور در تیم ملی جوانان و امید کشور و شرکت در تورنمنتهای مختلف ملی حضور در لیگ برتر خلیج فارس با تیم‌های پیکان، و شهرداری تبریز وی سابقه بازی در تیم‌های تربیت یزد، راه‌آهن تهران، مس رفسنجان، شهرداری تبریز، شاهین بوشهر، ابومسلم، و یزد لوله را دارد. او با تیم راه‌آهن تهران در سال ۱۳۸۷ نائب قهرمان جام حذفی ایران شد.